# Kleine Toggenburger Chronik
Als Kleine Toggenburger Chronik wird ein in deutscher Sprache verfasstes Geschichtswerk aus der zweiten Hälfte des 15. Jahrhunderts bezeichnet, das wohl von einem in Lichtensteig ansässigen Toggenburger stammt. Da der Name der Familie Wittenwiler (siehe auch Heinrich Wittenwiler) mehrfach erwähnt wird, hat man daran gedacht, dass ein Wittenwiler der Autor war.
Die Chronik beginnt mit den bei Morgarten gefallenen Toggenburgern, bespricht Witterungsverhältnisse und lokale Katastrophen und geht ausführlich auf den Alten Zürichkrieg (bis 1446) ein, wobei eine antizürcherische Position erkennbar ist.

## Überlieferung und Rezeption
Die Chronik ist vollständig nur in einem von Hugo Wittenwiller wohl am Ende des 15. Jahrhunderts geschriebenen Teil des Cgm 558 (dort weitere Angaben) überliefert (Blatt 113r-124r). Ausserdem existieren nur Auszüge durch den Humanisten Vadian (Stiftsbibliothek St. Gallen, Cod. 42, S. 125–127).
Eine nennenswerte wissenschaftliche Beschäftigung mit dem Text seit der Ausgabe von Gustav Scherrer 1874 (S. 1–42) ist nicht zu registrieren. Erwähnung verdient die ausführliche Besprechung von Anton Birlinger in seiner Alemannia (4. Jahrgang, 1877, S. 203–206).